# Protégé.e
Protégé.e est le deuxième album studio, du groupe français Terrenoire,,,,,, sorti le 24 janvier 2025, chez Black Paradiso. 

## Liste des pistes
| 1.  | Ton territoire               |  |  |  |
| 2.  | Un chien sur le port         |  |  |  |
| 3.  | Le fou dans la voiture       |  |  |  |
| 4.  | God Save Zinédine            |  |  |  |
| 5.  | Vivre sobrement              |  |  |  |
| 6.  | Hotline Gorgone              |  |  |  |
| 7.  | Paris, la grande ville       |  |  |  |
| 8.  | Alma                         |  |  |  |
| 9.  | Le bon sens                  |  |  |  |
| 10. | Le jour où tout s'est ouvert |  |  |  |
| 11. | Protégé.e                    |  |  |  |
| 12. | Avancer                      |  |  |  |
| 13. | Pleurer devant la beauté     |  |  |  |
| 14. | Ton corps de daronne         |  |  |  |